# Tuyến Gangneung KTX
Tuyến Gangneung KTX (Tiếng Hàn: 강릉선 KTX, Hanja: 江陵線 KTX) là hệ thống vận hành của Đường sắt cao tốc Hàn Quốc kết nối Ga Seoul hoặc Ga Cheongnyangni ở Seoul đến Ga Gangneung ở Gangneung-si, Gangwon-do hoặc Ga Donghae ở Donghae-si.

## Lịch sử
- 22 tháng 12 năm 2017: Bắt đầu hoạt động với việc khai trương Tuyến Gyeonggang
- 16 tháng 4 năm 2018: Đổi tên từ Tuyến Gyeonggang thành Tuyến Gangneung
- 2 tháng 3 năm 2020: Với việc hoàn thành Tuyến Gangneung Samgak, một hệ thống dịch vụ mới hướng tới Ga Donghae qua Jeongdongjin đã được thành lập.
- 1 tháng 8 năm 2021: Tất cả các đoàn tàu được thay thế bằng KTX-Eum
- 31 tháng 3 năm 2022: Tuyến Gangneung KTX-Eum mở rộng hoạt động đến Ga Haengsin mỗi ngày một lần (chỉ Ga Gangneung)
- 31 tháng 7 năm 2022: Các điểm dừng bổ sung tại Ga Deokso trên một số chuyến tàu chỉ bắt đầu vào cuối tuần

## Ga
| Tuyến           | Tên ga          | Tên ga       | Tên ga       | Chuyển tuyến                                                                      | Khoảng cách | Tổng khoảng cách | Vị trí      | Vị trí          | Ghi chí          |
| Tuyến           | Tiếng Anh       | Hangul       | Hanja        | Chuyển tuyến                                                                      | Khoảng cách | Tổng khoảng cách | Vị trí      | Vị trí          | Ghi chí          |
| --------------- | --------------- | ------------ | ------------ | --------------------------------------------------------------------------------- | ----------- | ---------------- | ----------- | --------------- | ---------------- |
| Tuyến Gyeongui  | Haengsin        | 행신         | 幸信         | (K320)                                                                            | -           | -14.9            |             |                 |                  |
| Tuyến Gyeongbu  | Seoul           | 서울         |              | Đường sắt cao tốc Gyeongbu Tuyến Gyeongbu Tuyến Gyeongui (133) (426) (P131) (A01) | 0.0         | 0.0              | Seoul       | Yongsan-gu      |                  |
| Tuyến Jungang   | Cheongnyangni   | 청량리       | 淸凉里       | Tuyến Gyeongwon Tuyến Jungang (124) (K117) (K209)                                 | 15.9        | 15.9             | Seoul       | Dongdaemun-gu   |                  |
| Tuyến Jungang   | Sangbong        | 상봉         | 上鳳         | (720) (K120) Tuyến Gyeongchun (K120)                                              | 4.0         | 19.9             | Seoul       | Jungnang-gu     | Kết nối Ga Mangu |
| Tuyến Jungang   | Deokso          | 덕소         | 德沼         | (K126)                                                                            | 13.2        | 33.1             | Gyeonggi-do | Namyangju-si    |                  |
| Tuyến Jungang   | Yangpyeong      | 양평         | 楊平         | (K135)                                                                            | 30.7        | 63.8             | Gyeonggi-do | Yangpyeong-gun  |                  |
| Tuyến Jungang   | Seowonju        | 서원주       | 西原州       | Tuyến Jungang                                                                     | 38.5        | 102.3            | Gangwon-do  | Wonju-si        |                  |
| Tuyến Gyeongang | Manjong         | 만종         | 萬鍾         |                                                                                   | 5.4         | 107.7            | Gangwon-do  | Wonju-si        |                  |
| Tuyến Gyeongang | Hoengseong      | 횡성         | 橫城         |                                                                                   | 18.3        | 126.0            | Gangwon-do  | Hoengseong-si   |                  |
| Tuyến Gyeongang | Dunnae          | 둔내         | 屯內         |                                                                                   | 20.6        | 146.6            | Gangwon-do  | Hoengseong-si   |                  |
| Tuyến Gyeongang | Pyeongchang     | 평창         | 平昌         |                                                                                   | 20.0        | 166.6            | Gangwon-do  | Pyeongchang-gun |                  |
| Tuyến Gyeongang | Jinbu (Odaesan) | 진부(오대산) | 珍富(五臺山) |                                                                                   | 16.3        | 182.9            | Gangwon-do  | Pyeongchang-gun |                  |
| Tuyến Gyeongang | Gangneung       | 강릉         | 江陵         |                                                                                   | 40.3        | 223.2            | Gangwon-do  | Gangneung-si    |                  |
| Tuyến Yeongdong | Jeongdongjin    | 정동진       | 正東津       |                                                                                   | 48.1        | 231.0            | Gangwon-do  | Gangneung-si    |                  |
| Tuyến Yeongdong | Mukho           | 묵호         | 墨湖         |                                                                                   | 22.9        | 253.9            | Gangwon-do  | Donghae-si      |                  |
| Tuyến Yeongdong | Donghae         | 동해         | 東海         | Tuyến Yeongdong                                                                   | 6.0         | 259.9            | Gangwon-do  | Donghae-si      |                  |

## Đặc trưng
- Đoạn nối Ga Seowonju trên Tuyến Jungang và Ga Gangneung trên Tuyến Yeongdong là tuyến bán tốc độ cao, vận hành với tốc độ 250 km/h cho các hoạt động KTX .
- Không giống như các hệ thống dịch vụ Tuyến Taebaek và Tuyến Yeongdong hiện tại sử dụng Ga Cheongnyangni làm ga đầu tiên và cuối cùng, hệ thống dịch vụ này sử dụng Ga Seoul làm ga đầu tiên và cuối cùng. Một số chuyến tàu đã rút ngắn thời gian chạy đến và khởi hành từ Ga Cheongnyangni.
- Trong Thế vận hội mùa đông 2018, KTX đã hoạt động 51 lần một chiều và mất 1 giờ 37 phút từ Ga Nhà ga 2 Sân bay Quốc tế Incheon đến Ga Jinbu.
- Đoạn dài 75,5km, chiếm 62,5% tổng đoạn là đoạn đường hầm. Trong số các đoạn đường hầm, Đường hầm Daegwallyeong là đường hầm dài thứ hai ở Hàn Quốc với chiều dài 21,755km, được thông xe vào ngày 30/11/2015 .
- Màu nâu đã được áp dụng cho các biển thông tin hành khách tại năm nhà ga, ngoại trừ Ga Gangneung, với họa tiết rừng và lá. [3]
- Trong Thế vận hội mùa đông 2018, nó được kết nối với KTX từ Sân bay Quốc tế Incheon và trở thành phương tiện di chuyển cho khách du lịch Olympic.
- Khu vực lợi ích KTX được mở rộng đến khu vực Yeongdong ở Gangwon-do. Năm 2020, Jeongdongjin và thành phố Donghae cũng được đưa vào.

## Liên kết
Tư liệu liên quan tới Tuyến Gangneung KTX tại Wikimedia Commons